# Garretson Gibson
Garretson Wilmot Gibson (ur. 20 maja 1832 w Marylandzie w USA zm. 26 kwietnia 1910 w Monrovii) – czternasty prezydent Liberii od 11 grudnia 1900 do 4 stycznia 1904.